# Саватята
Саватя́та (рос. Саватята) — присілок в Кезькому районі Удмуртії, Росія.
Населення — 18 осіб (2010; 30 в 2002).
Національний склад станом на 2002 рік:
- росіяни — 97 %

Урбаноніми:
- вулиці — Радянська